# Battaglia del fiume Dee
La battaglia del fiume Dee venne combattuta il 29 giugno 1308 tra le forze reali scozzesi guidate da re Edward de Brus e l'esercito reale inglese guidato da Dungal MacDouall. Lo scontro si svolse nei pressi di Buittle, in Scozia.
Sir Edward de Brus, lasciato il comando di Galloway, intraprese una campagna militare nell'area circostante in direzione di Douglasdale. Nel corso della battaglia di Kirroughtree sconfisse John St John, rivolgendo poi la sua attenzione al castello di Buittle ed alle terre circostanti.
Il 29 giugno 1308, le forze di Edward si scontrarono con quelle di Dungal MacDouall di Galloway, accompagnato da sir Ingram de Umfraville e da sir Aymer de St John, sulle rive del fiume Dee, all'altezza di un guado. Le forze di MacDouall vennero sconfitte con perdite pesanti. Uno dei capitani di Galloweay, Roland, morì nello scontro.